# Nick Cave and the Bad Seeds
Nick Cave and the Bad Seeds — рок-группа с международным составом, основанная в 1983 году в Мельбурне австралийским музыкантом Ником Кейвом. Дословно название группы переводится как Ник Кейв и дурные семена (дурное семя — идиоматическое выражение, близкое к русскому дурная кровь и означающее «испорченного от рождения» человека). Коллектив был основан после распада первого проекта Кейва и Мика Харви — The Birthday Party. Основой для звучания новая группа взяла нойз-рок, а также элементы таких стилей как панк-рок, готик-рок, блюз и ноу-вейв. Альбомы 1980-х годов звучат в основном в духе постпанка, однако в дальнейшем группа стала двигаться к более изысканному звучанию.

## История группы

### 1983—1989

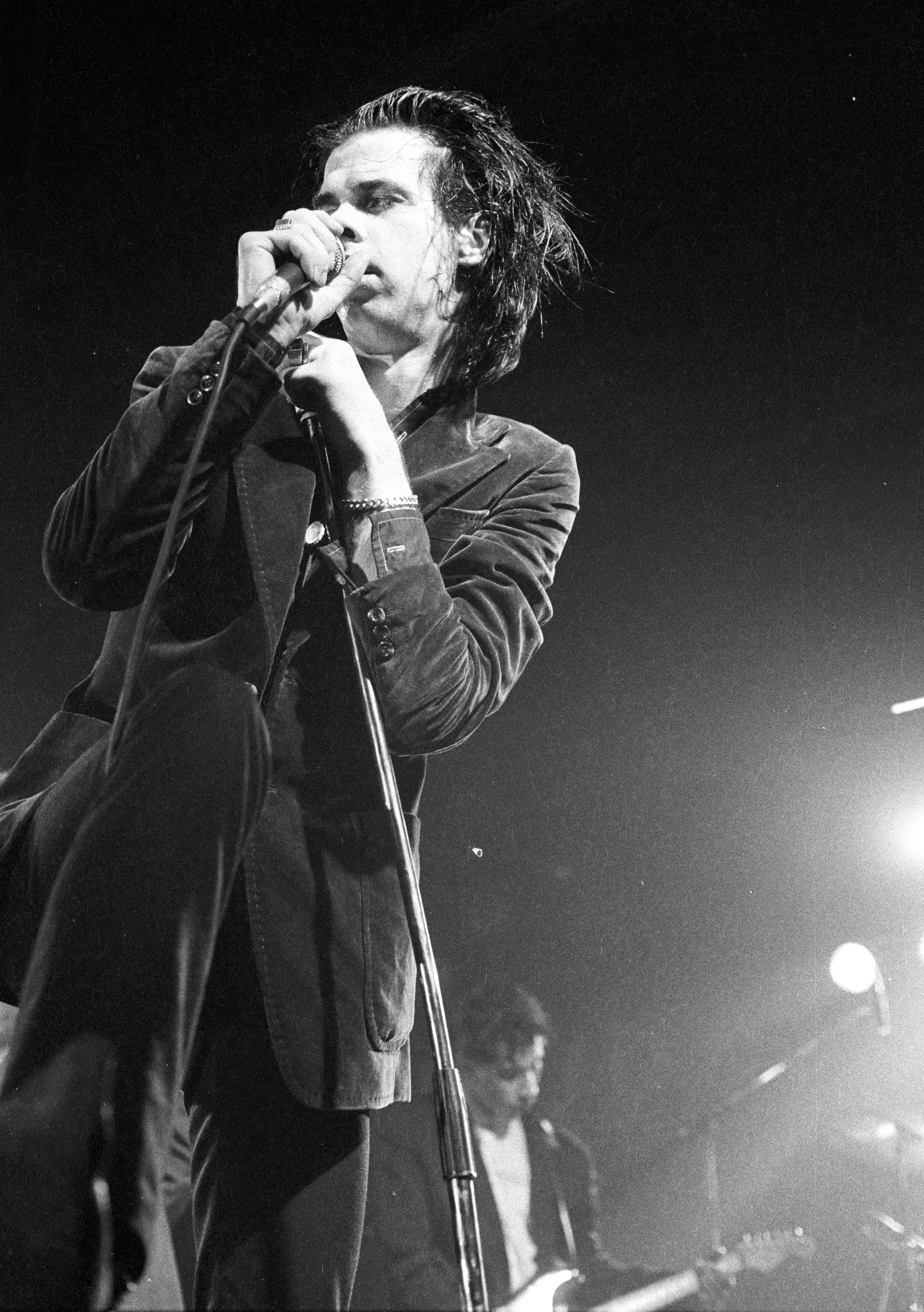
Ник Кейв в 1986 году

История Bad Seeds началась после выпуска последнего мини-альбома The Birthday Party Mutiny/The Bad Seed и последовавшего распада группы. В одном из интервью Кейв объяснил это так: «Основная причина распада The Birthday Party в том, что песни того рода, какого я писал и песни того рода, какого писал Роланд [гитарист группы] были в полном противоречии друг с другом». После официального роспуска The Birthday Party музыкант в одиночку основал проект Nick Cave — Man Or Myth? (Ник Кейв — человек или миф?), который принял к себе лейбл Mute Records. Туда Кейв пригласил коллегу по The Birthday Party Мика Харви, басиста Magazine Барри Адамсона и безработного Хьюго Рэйса. В то же время Ник увидел выступление неизвестной ему немецкой группы Einstürzende Neubauten и был поражён образом её лидера Бликсы Баргельда, который также согласился вступить в группу Кейва. Коллектив сделал несколько пробных записей с продюсером Марком Эллисом, известным под прозвищем Flood, и дал ряд концертов под названием Nick Cave and the Cavemen (Ник Кейв и пещерные люди), после чего музыканты переехали в Лондон.
В мае 1984 года группа взяла окончательное название — Nick Cave and the Bad Seeds и начала записывать материал для дебютного альбома. Альбом From Her to Eternity вышел в июне, сопровождаемый единогласно положительными отзывами. В следующем году коллектив переехал в Западный Берлин и выпустил мрачный The Firstborn Is Dead, звучащий в готическо-блюзовом стиле. Две наиболее известные песни с него: «Tupelo» и «Blind Lemon Jefferson» вдохновлены творчеством Элвиса и «Слепого Лимона» Джефферсона. Во время записи следующего альбома Kicking Against the Pricks к Bad Seeds примкнул ударник группы Die Haut Томас Видлер, родом из Швейцарии. Также в записи альбома приняли участие коллеги Кейва и Харви по The Birthday Party — Трейси Пью и Роланд С. Говард. Альбом полностью состоял из каверов.
В том же году вышел четвёртый альбом Your Funeral… My Trial, после чего группу покинул Адамсон. На этом альбоме заметны элементы кабаре (в частности на 8-минутной музыкальной постановке «The Carny»), свидетельствующие о желании Bad Seeds делать более многоплановую музыку. Тёмный и задумчивый Tender Prey вышел в 1988 году, к группе присоединились американский гитарист Кид Конго Пауэрс и немецкий клавишник Роланд Вульф. Этот альбом породил одну из самых известных песен в репертуаре группы — «The Mercy Seat», в очередной раз привлёкшую к Bad Seeds внимание критиков и успех в коммерческом плане. Но несмотря на кажущееся благополучие, в этот период большинство участников группы отчаянно боролось с наркотической и алкогольной зависимостью. В конце десятилетия коллектив появился в фильме австралийского режиссёра Джона Хиллкоута «Призраки гражданской смерти», а Ник Кейв издал свой первый роман — «И узре ослица Ангела Божия». В 1987 году группа появилась в фильме Вима Вендерса «Небо над Берлином» в роли самих себя.

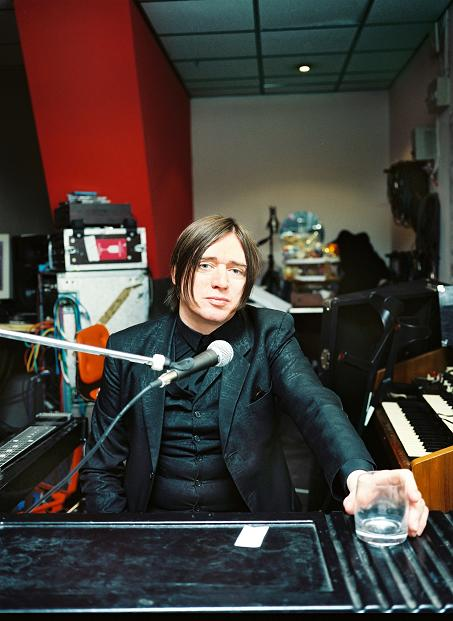
Бликса после ухода из Bad Seeds

### 1990—1996
После окончания гастролей в поддержку Tender Prey и успешного избавления от наркотической зависимости группа переехала в город Сан-Паулу в Бразилии. Там начались эксперименты с клавишными балладами, в результате которых в 1990 году вышел утончённый и печальным альбом The Good Son. Абсолютной классикой Bad Seeds стала песня «The Weeping Song» — дуэт Ника и Бликсы. В 1992 году коллектив покинул Вульф и пришли два новых участника: басист Мартин Кейси и клавишник Конвей Савэдж. В таком составе группа выпустила Henry’s Dream, отмечающий шаг группы в сторону более тяжёлого рока. Альбом спродюсировал Дэвид Бриггс, работавший прежде с Нилом Янгом.
В 1994 году вышел восьмой альбом Let Love In, на котором группа представила слушателям изящный лирический рок, далёкий от рок-классики; к коллективу присоединился барабанщик Джим Склавунос. В 1996 году вышел самый коммерчески успешный альбом Bad Seeds на сегодняшний день — Murder Ballads. Он полностью посвящён теме убийства и изобилует приглашёнными музыкантами (Пи Джей Харви, Шейн Макгоуэн, Кайли Миноуг), дуэтами и совершенно разноплановыми композициями, среди которых лирические баллады, рокерские и блюзовые вещи. Также в этот период в группу принимают скрипача Уоррена Эллиса.

### 1997—2005
Альбом 1997 года The Boatman’s Call отмечает отход группы от биографического типа повествования и конфессиальных песен об отношениях между людьми, потере и тоске. Следующий альбом No More Shall We Part в целом получает хорошие отзывы, его содержание описывают как «глубоко трагические и красивые песни о любви, без иронии, сарказма, или насилия», однако критики отмечают, что группе грозит утонуть в излишней сентиментальности. Двенадцатый альбом Nocturama стал попыткой коллектива вернуться к звучанию времён Henry’s Dream. Альбом получил неоднозначные отзывы. Поклонникам группы он пришёлся по душе, как и любая работа Bad Seeds, но обещание вернуться к старому звучанию группа так и не сумела выполнить.
Вскоре после выхода Nocturama Бликса Баргельд принял тяжёлое для себя решение покинуть Nick Cave and the Bad Seeds после 20-летнего союза, чтобы уделять больше времени Einstürzende Neubauten. Музыканты расстались друзьями. Во время записи двойного альбома Abattoir Blues/The Lyre of Orpheus место Баргельда занял гитарист и органист Джеймс Джонстон из группы Gallon Drunk. Abattoir Blues/The Lyre of Orpheus задумывался как два отдельных альбома, однако вышли они вместе. Первая часть содержит более агрессивные композиции, вторая — напротив, лирические баллады. В 2005 году вышел трёх-дисковый сборник B-Sides & Rarities, объединивший песни с би-сайдов к синглам, а также редкий, не издававшийся прежде материал.

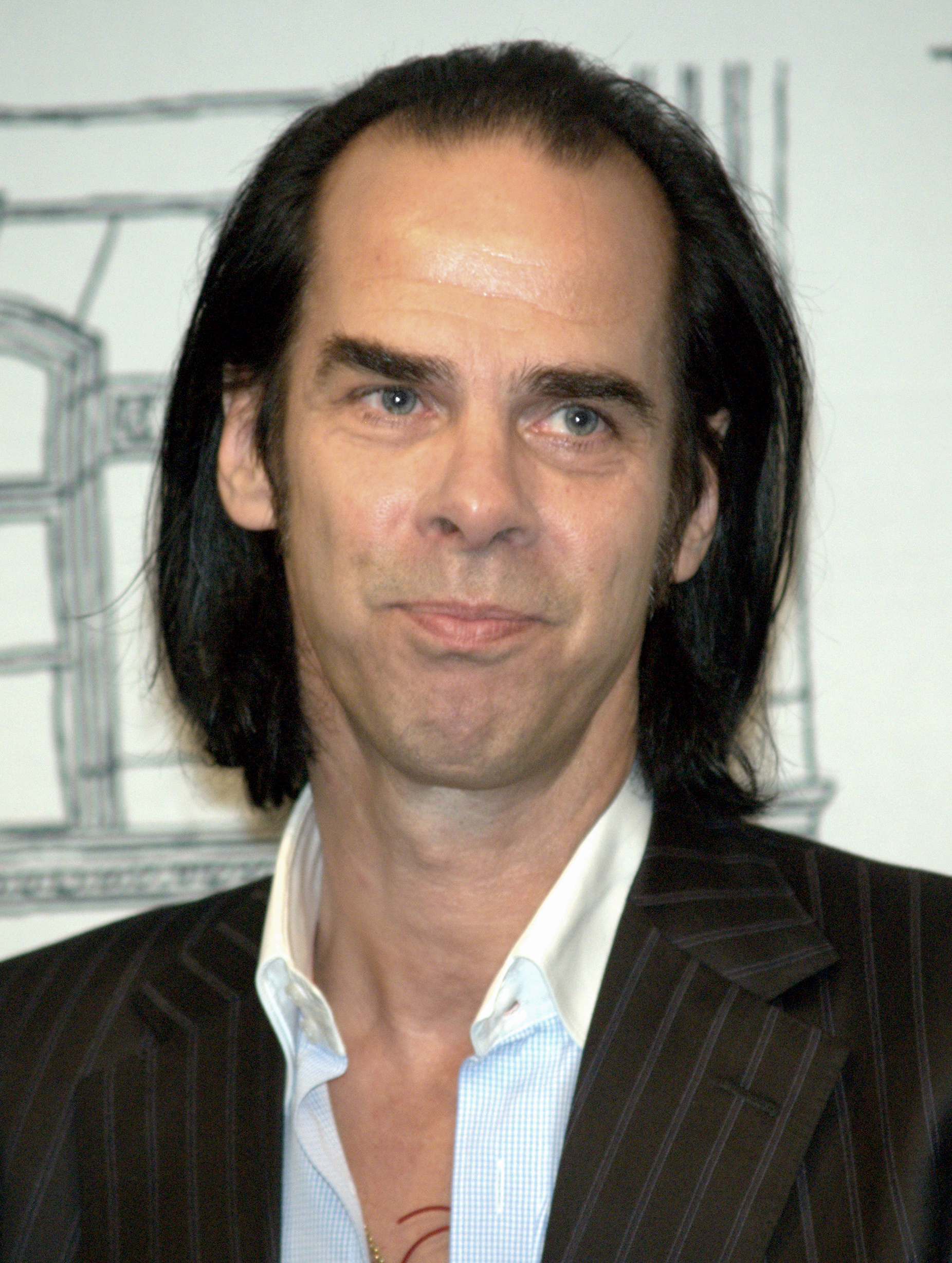
Ник на презентации своего романа

### 2006—2013
После длительных гастролей члены Bad Seeds: Кейв, Эллис, Кейси и Склавунос вчетвером формируют сайд-проект под названием Grinderman. Коллектив делает решительный шаг в сторону от пышного оркестрового звучания Bad Seeds и играет гаражный рок, тем не менее сохраняя ауру основной группы. Дебютный одноимённый альбом Grinderman вышел в 2007 году. Год спустя Bad Seeds выпускают свой четырнадцатый альбом Dig, Lazarus, Dig!, вдохновлённый библейской историей о Лазаре. Альбом продолжил изучение панка и гаражного рока, начатое Grinderman. После выхода альбома последовал тур в поддержку по Европе и США. Джонстон отказался принимать в нём участие и покинул группу.
В январе 2009 года на одном из музыкальных фестивалей объявил о своём уходе Мик Харви. Мультиинструменталист покинул коллектив после 25 лет совместной работы, ссылаясь на личные и профессиональные проблемы. Завершить тур группе помог гитарист Эд Куппер, который тем не менее не был официально принят в Bad Seeds. По окончании тура возобновил деятельность проект Grinderman. Вышел альбом Grinderman 2, Кейв издал свой второй роман «Смерть Банни Манро». В декабре 2011 года, сразу после гастролей в поддержку Grinderman 2 сайд-проект Grinderman был расформирован. В конце 2012 года в одном из интервью Уоррен Эллис рассказал о пятнадцатом альбоме Bad Seeds под названием Push the Sky Away, который вышел в феврале 2013 года.

### 2014 — настоящее время
В январе 2014 состоялась мировая премьера фильма о Нике Кейве — «20 000 дней на Земле». Специально для этого этапного момента в карьера музыканта была записана новая песня Bad Seeds «Give Us a Kiss». В том же году было подготовлено к печати новое произведение Кейва, озаглавленное «Песня гигиенического пакета». В издание, наряду с поэзией, вошли дневниковые заметки, сделанные в ходе гастролей коллектива по двадцати двум городам Северной Америки. В конце 2014 года в Брайтоне группа приступила к работе над новой студийной записью, которая была закончена осенью 2015 во Франции. Шестнадцатый альбом Bad Seeds, получивший название Skeleton Tree, издан 9 сентября 2016 года. 8 сентября того же года в кинотеатрах состоялся показ документального фильма «One More Time With Feeling» Эндрю Доминика, режиссёра картины «Как трусливый Роберт Форд убил Джесси Джеймса», композиторами которой в своё время выступили Ник Кейв и Уоррен Эллис.

## Дискография

### Студийные альбомы
- From Her to Eternity (1984)
- The Firstborn Is Dead (1985)
- Kicking Against the Pricks (1986)
- Your Funeral… My Trial (1986)
- Tender Prey (1988)
- The Good Son (1990)
- Henry’s Dream (1992)
- Let Love In (1994)
- Murder Ballads (1996)
- The Boatman’s Call (1997)
- No More Shall We Part (2001)
- Nocturama (2003)
- Abattoir Blues/The Lyre of Orpheus (2CD) (2004)
- Dig, Lazarus, Dig!!! (2008)
- Push the Sky Away (2013)
- Skeleton Tree (2016)
- Ghosteen (2019)
- Wild God (2024)

### Концертные альбомы
- Live Seeds (1993)
- God Is in the House (DVD) (2003)
- The Abattoir Blues Tour (2CD/2DVD) (2007)
- Live at the Royal Albert Hall (2008)
- Live from KCRW (2013)

### Сборники
- The Best of Nick Cave and the Bad Seeds (1998)
- B-Sides & Rarities (3CD) (2005)
- Lovely Creatures: The Best of Nick Cave and the Bad Seeds (2017)

## Участники группы

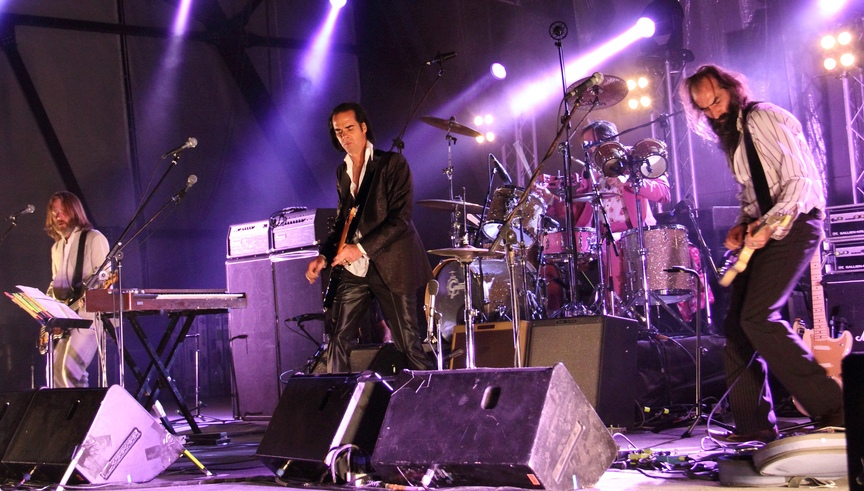
Grinderman, слева направо: Мартин Кейси, Ник Кейв, Уоррен Эллис. За ударной установкой Джим Склавунос.